# Pieve di San Cresci (Greve in Chianti)
La pieve di San Cresci è un luogo di culto cattolico che si trova poco fuori Montefioralle, frazione di Greve in Chianti in provincia di Firenze, nel territorio della diocesi di Fiesole.
L'antica chiesa è intitolata ad uno dei più importanti evangelizzatori del contado fiorentino.

## Descrizione

### Esterno
La pieve è databile ai primi anni del XII secolo e attualmente appare notevolmente rimaneggiata da numerosi interventi fatti nel corso dei secoli. La parte più interessante è la sezione inferiore della facciata, questa parte risale all'epoca romanica e nella chiesa dell'epoca doveva essere una specie di nartece. È costituita da due finestre bifore ed è decorata con un motivo dicromico negli archivolti.
Il suo suggestivo esterno la rende una chiesa estremamente rara nell'ambito dell'architettura romanica in Toscana; Nel XV secolo vi è stato aggiunto un portico, le cui colonnine sono sormontate da capitelli cubici e pulvini a gruccia, completato da un secondo ordine agli inizi dell'Ottocento, ad imitazione del sottostante.
Vivace è il gioco coloristico della facciata, con la combinazione delle pietre bianche d'alberese e il cotto rosso dei mattoni che delimitano i portali e le finestre. Sul fianco destro è rimasta la parte basamentale del campanile originario, oggi sostituito da un semplice campanile a vela.

### Interno

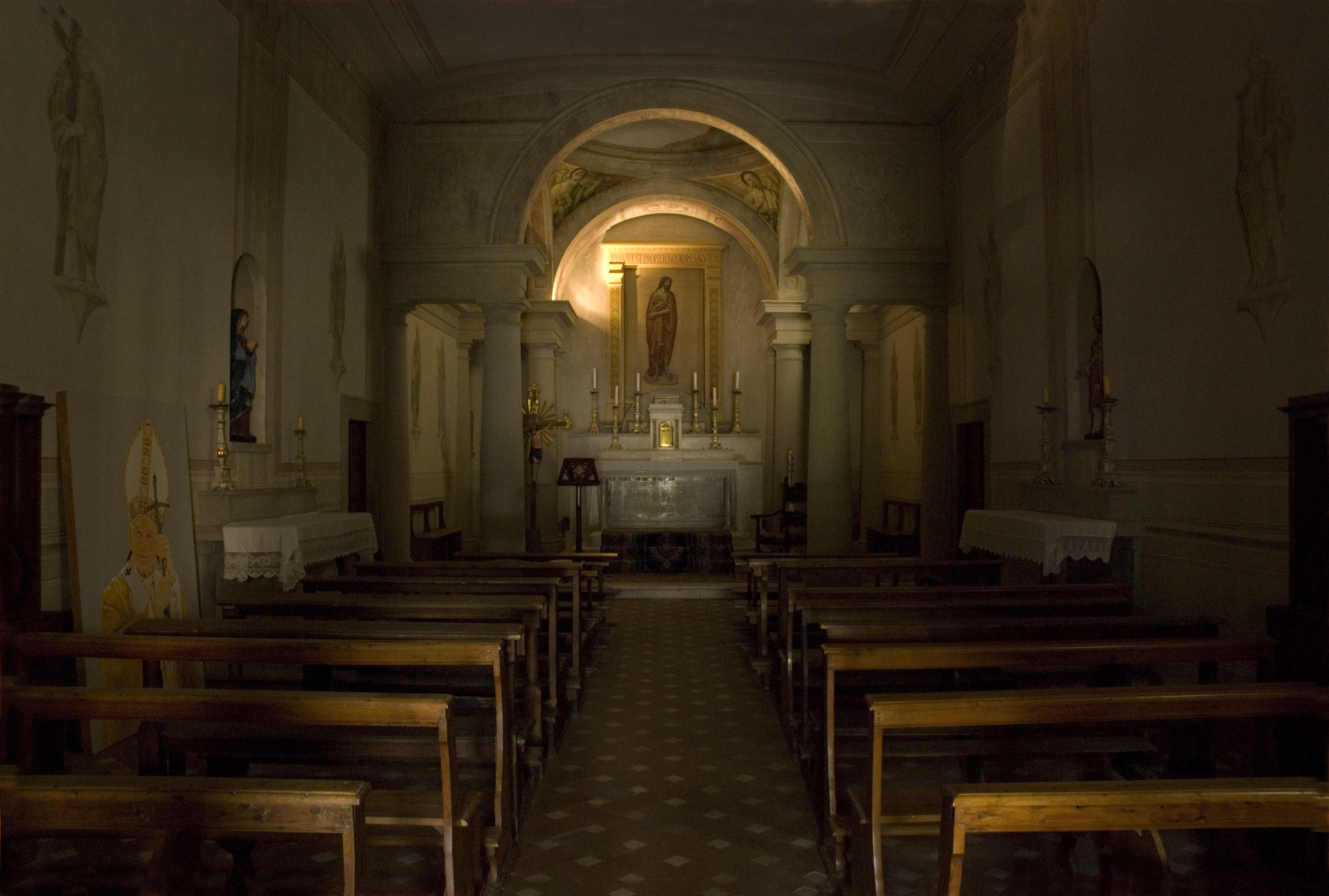
Interno

L'interno della chiesa, ampiamente rimaneggiato nel corso dei secoli, si presenta in un sobrio stile barocco.
La chiesa si compone di un'unica navata coperta con volta a botte ribassata e priva di finestre. Sia le pareti, sia il soffitto sono decorati con affreschi monocromi di fattura geometrica; sulle pareti, inoltre, sono raffigurate, con la tecnica trompe l'œil alcune statue di santi poste su mensole. Nella parte terminale della navata, vi sono due altari laterali marmorei, ciascuno sormontato da una nicchia contenente una statua lignea raffigurante ciò cui l'altare è dedicato; la statua dell'altare di destra è del Sacro Cuore di Gesù, quella dell'altare di sinistra, invece, è di Maria Addolorata.
La navata termina con l'abside a pianta rettangolare, coperta con cupola priva di tamburo e messa in collegamento con il resto della chiesa tramite una serliana poggiante su due colonne tuscaniche. L'altare maggiore, in marmo.
Alcune opere d'arte già presenti nella chiesa sono state raccolte nel Museo di Arte Sacra di Greve.

### Organo a canne
Sulla cantoria in controfacciata, si trova l'organo a canne, costruito nel 1869 da Cesare e Luigi Tronci (opus 313).
Lo strumento è racchiuso all'interno di una semplice cassa lignea di fattura geometrica, con mostra composta da canne di principale disposte in cuspide centrale con ali laterali. La trasmissione è integralmente meccanica e la consolle è a finestra, con un'unica tastiera di 50 note con prima ottava scavezza e pedaliera a leggio scavezza di 8 note priva di registri propri e costantemente unita al pedale.

## Antico piviere di San Cresci
- chiesa di Santo Stefano a Monte Ficalli
- chiesa di San Donato a Citille
- chiesa di San Martino a Uzzano
- chiesa di San Martino a Cecione
- chiesa di Santa Croce a Greve
- chiesa di San Pietro al Pino (riunita alla parrocchia di S. Stefano a Monte Ficalli)
- Ospedale di Santa Margherita di Preiagna (forse l'ospedale di Greve)

## Dal crollo al recupero
Consultando l'archivio della Soprintendenza,
si trovano notizie del crollo parziale del tetto della Chiesa e un vivace
carteggio tra la Curia di Fiesole e la Soprintendenza per porre rimedio a quanto
avvenuto. Si legge infatti nella relazione dell'Arch. Roselli incaricato dalla
Curia: " a seguito del maltempo e del protrarsi delle piogge dell'inverno
1966, nei primi giorni del gennaio 1967 si verificò il crollo di una trave del
tetto della chiesa che provocò conseguentemente la rovina di una larga porzione
della stuoia del soffitto. I danni già notevoli, furono aggravati dalle piogge
successive che penetravano liberamente nell'interno della chiesa dalla vasta
breccia apertasi nella copertura. Successivamente fu provveduto ad una
copertura provvisionale realizzata con lastre di lamiera ondulata; tuttavia lo stato generale della copertura
della chiesa e di tutti gli annessi (compagnia, sacrestia, canonica) è
attualmente in condizioni di estremo degrado e tale da richiedere un rapido
intervento per evitare un facilmente prevedibile collasso".
La relazione e la perizia redatte nel 1977 erano finalizzate ad una richiesta di contributo. Ma i lavori non furono eseguiti e ancora nel 1982 apparivano articoli su stampa locale che denunciavano l'incuria e lo stato di abbandono
della Pieve.
Nel 1983, l'Amministrazione Comunale di Greve pubblica lo studio "Per il restauro della Pieve di S. Cresci a
Montefioralle" al fine di sensibilizzare i cittadini, gli Enti pubblici e privati.
Nell'introduzione si legge :
"La drammatica situazione in cui versa ormai da molti anni la Pieve di San
Cresci è tale da non ammettere ulteriori indugi all'opera di restauro."
Ma solo nel 1991, grazie alla collaborazione della Soprintendenza per i Beni
Architettonici, Artistici e Storici di Firenze , alla sensibilità della Diocesi
di Fiesole, che nella persona di Mons. Pierantonio Carrara si assume la
responsabilità di dare il via ad un
programma di restauri e alla
costanza del Prof. Duccio Trassinelli, coordinatore dei progetti , inizia una
serie di interventi che hanno portato ai risultati oggi raggiunti e che hanno permesso di salvare dalla
distruzione questa pieve di indubbio valore.
Nel 2003 anche le cantine pertinenti alla Canonica sono state completamente restaurate facendo emergere alcuni degli elementi caratteristici della millenaria tradizione contadina, quali l'antico strettoio ligneo e l'antichissima macina per la spremitura delle olive.
" La valorizzazione di San Cresci a Montefioralle" ha un significato e un'importanza particolare. A San Cresci non si è restaurato soltanto la Chiesa - operazione impegnativa ma, tutto sommato, non rara - ma anche le cantine, destinate a diventare l'elemento principale e caratterizzante di tutto il complesso. Un impegno difficile: si doveva recuperare una struttura di interesse straordinario, ridotta in condizioni di assoluto degrado, senza stravolgerla, individuando una destinazione che ne mantenesse intatto il fascino e ne corservasse le caratteristiche e i materiali senza scadere in un pittoresco di maniera. Un'impresa che si poteva affrontare solo se spinti dall'entusiasmo per una sfida da vincere e dall'amore per una terra e per un luogo carichi di bellezza e di storia" . ( Arch. Laura Baldini, Soprintendenza per i Beni Architettonici e Paesaggistici di Firenze).
All'interno di questi spazi affascinanti Duccio Trassinelli e Demetria Verduci hanno istituito una Residenza per Artisti internazionali, La Macina di San Cresci, membro di RES ARTIS, il più numeroso network internazionale di residenze per artisti.
Interessante luogo da visitare, già meta di studiosi, guide escursionistiche e turisti.